# Casa Palacio de los Vives de Cañamás
La Casa-Palacio de los  Vives de Cañamás se halla en las afueras de la población de Benifairó de los Valles, en la salida hacia Cuart de les Valls y Cuartell y frente a la iglesia parroquial. Se trataba de la típica casa fuerte que servía de residencia a los titulares del señorío, y fue mandada construir por Joan Lluís Vives de Cañamás a comienzos del siglo XVII, cuando, tras ser embajador de Felipe III en Génova, encargó al arquitecto italiano Andrea Lurago y a otros artistas de dicho país la construcción de un palacio al estilo de los genoveses.

## Historia
La antigua alquería musulmana de Benifairó se integró, tras la Reconquista, en el término general de Morvedre (Sagunto), solo separándose a partir de la concesión del título de Barón de Benifairó a la familia Vives de Canyamàs en 1471. La construcción del Palacio señorial existente data de la primera década del siglo XVII. El Palacio de Benifairó de les Valls tuvo gran importancia. Se trataba de una edificación de planta cuadrada, con patio central y torres en las cuatro esquinas. Hoy solo se conserva la torre noreste, mutilada en su parte superior, y parte del ala norte, con su fachada recayente al jardín. En el Archivo de la ciudad italiana de Génova se conservan importantes documentos y planos de los encargos efectuados por Joan Vives de Canyamàs, entre 1605 y 1615, al arquitecto genovés Andrea Lurango.
Es de propiedad municipal y está catalogado como Bien de Interés Cultural, con código identificativo 46.12.058-002, con la tipología de "Edificios militares - Edificios agrícolas o residenciales fortificados", y categoría de Monumento, aunque de momento no presenta inscripción patrimonial.

## Descripción
Se trata de una típica casa fuerte que servía de residencia a los titulares del señorío. Fue mandada edificar por Juan Luis Vives de Cañamás a comienzos del siglo XVII, cuando, tras ser embajador de Felipe III en Génova, encargó su construcción al arquitecto italiano Andrea Lurago y a otros artistas de dicho país, importando igualmente numerosos materiales de Italia para edificar la casa y lo que debieron ser notables jardines. Proyectado como un palacio "a uso de Génova" con arcadas de medio punto, falsas ventanas, decoración con piedra picada y mármoles importados de Italia. Su jardín contaba con estatuas y fuentes de mármol de Carrara. Los restos que hoy se pueden visitar todavía recuerdan el esplendor del proyecto original, pudiéndose observar parte de las arcadas y pilastras adosadas a los muros, lo que convierten al conjunto en uno de los pocos ejemplos de arquitectura civil del renacimiento que se conservan en la Comunidad Valenciana.
Actualmente es la sede de la casa de la cultura.